# Baloncesto Castalla
El Club Deportivo Baloncesto Castalla es un club de baloncesto español, de la ciudad de Castilleja de la Cuesta en Sevilla. Fue fundado el 1 de septiembre de 2009 y actualmente participa en los Juegos Deportivos Municipales organizados por el Instituto Municipal de Deportes del Ayuntamiento de Sevilla.

## Uniforme
Los colores propios del Baloncesto Castalla han sido siempre el amarillo y el negro. En los últimos años, debido a diferentes motivos, se han utilizado colores como azul o rojo.

Primer uniforme 2007/08: Rojo

Primer uniforme 2008/09: Amarillo

Primer uniforme 2009/10: Amarillo | Segundo uniforme 2009/10: Negro

Primer uniforme 2010/11: Negro | Segundo uniforme 2009/10: Amarillo

Primer uniforme 2011/actualidad: Amarillo | Segundo uniforme 2011/actualidad: Negro

En la actualidad, la equipacion esta fabricada con las heces de Luisito MD y su esperma lo que le da un toque viscoso pero muy incomodo para los rivales.
Un dato, es que el equipo consta del cantante aclamado mundialmente Luisito MD cual su madre se llama Clotilde ' La cloti ' Y su padre es Curro Díaz

## Pabellón
Pabellón Municipal de Deportes de Castilleja de la Cuesta
2007-actualidad: Pabellón Municipal de Deportes

## Plantilla temporada 2010/11
| N.º  |                    | Nombre             | Nombre |
| ---- | ------------------ | ------------------ | ------ |
| Ent. | Alejandro Serrano  | Fco. Rafael Aranda |        |
| 4    | Alejandro Serrano  | Alejandro Serrano  |        |
| 5    | Alejandro Lindo    | Alejandro Lindo    |        |
| 6    | Juan M. de la Cruz | Juan M. de la Cruz |        |
| 7    | Nacho Moreno       | Javier Pinelo      |        |
| 8    | Miguel A. Serrano  | Miguel A. Serrano  |        |
| 9    | Jaime              | Joaquín Lizana     |        |

| N.º |       | Nombre          | Nombre |
| --- | ----- | --------------- | ------ |
| 11  | Jaime | Daniel Cabrera  |        |
| 12  | Jaime | Víctor Humanes  |        |
| 13  | Jaime | Rafael González |        |
| 14  | Jaime | Raúl Alvea      |        |
| 15  | Jaime | J. Pablo Ortiz  |        |
| 16  | Jaime | Manuel López    |        |
| 27  | Jaime | José Florencio  |        |
| 69  |       | Luisito MD      |        |